# Zahnlaubenvogel
Der Zahnlaubenvogel (Scenopoeetes dentirostris, Syn.: Ailuroedus dentirostris) ist eine Art aus der Familie der Laubenvögel (Ptilonorhynchidae) und ist ein Vertreter der Avifauna Australiens. Im Vergleich zu den auf Neuguinea vorkommenden, nah verwandten Gärtnervögeln ist diese Art der Laubenvögel auf Grund des australischen Verbreitungsgebietes gut erforscht.
Der Zahnlaubenvogel ist mit einer Körperlänge von bis zu 27 Zentimeter einer der größeren Vertreter in der Familie der Laubenvögel und entspricht etwa der Größe einer Drossel. Er zählt zu den Arten, zu deren Balzverhalten der Bau einer Tenne durch das Männchen gehört. Es werden keine Unterarten für diese Art unterschieden.
Zahnlaubenvögel sind sehr langlebig und brauchen mehrere Jahre, bis sie ihre Geschlechtsreife erreicht haben. Ihre Bestandssituation wird laut IUCN als ungefährdet (least concern) eingestuft.

## Merkmale
Der Zahnlaubenvogel erreicht eine Körperlänge von bis zu 27 Zentimeter, wovon 9,6 bis 10,7 Zentimeter auf den Schwanz entfallen. Der Schnabel hat eine Länge von 2,8 bis 3,3 Zentimeter. Das Gewicht beträgt bei ausgewachsenen Männchen zwischen 132 und 199 Gramm, Weibchen werden dagegen zwischen 157 und 182 Gramm schwer. Es besteht kein auffälliger Geschlechtsdimorphismus.

### Männchen
Der Zahnlaubenvogel ist insgesamt sehr kompakt gebaut, auf Grund seines dunklen Gefieders ohne weitere Abzeichen ist er in seinem Lebensraum kaum auszumachen. Kopf und die Körperoberseite sind dunkel oliv-braun. Um die Augen hat er einen schmalen Ring aus zimtbraunen Federchen. Die Ohrdecken sind auf Grund etwas hellerer Federmitten sehr fein gestrichelt. Die Kehle ist isabellfarben und grau und zimtbraun gestrichelt. Die übrige Körperunterseite hat eine ähnliche Grundfarbe, ist jedoch dunkel oliv-braun gestrichelt. Die Unterschwanzdecken sind im Unterschied zur übrigen Körperunterseite fein quergebändert. Der Schnabel ist dunkelbraun bis schwärzlich mit einer etwas helleren Schnabelspitze und aufgehellten Schnabelscheiden. Die Schnabelinnenseite ist schwärzlich bis schwarz mit einem auffällig kontrastierenden weißen Fleck am Ende des Oberschnabels. Die Füße und Beine sind oliv-braun, wobei die Farbintensität individuell verschieden ist. Die Iris ist dunkelbraun bis fast schwarzbraun.

### Weibchen und Jungvögel
Das gleich große Weibchen ähnelt dem Männchen. Im Unterschied zum Männchen ist ihr Schnabelinneres jedoch nicht schwarz, sondern gelblich bis rosafarben. Subadulte Männchen gleichen den Weibchen, ihr Schnabelinneres färbt sich allmählich jedoch zu dem Schwarz adulter Männchen um. Jungvögel sind etwas kleiner als die adulten Vögeln, ihr Schnabelinneres ist noch blass.

## Stimme

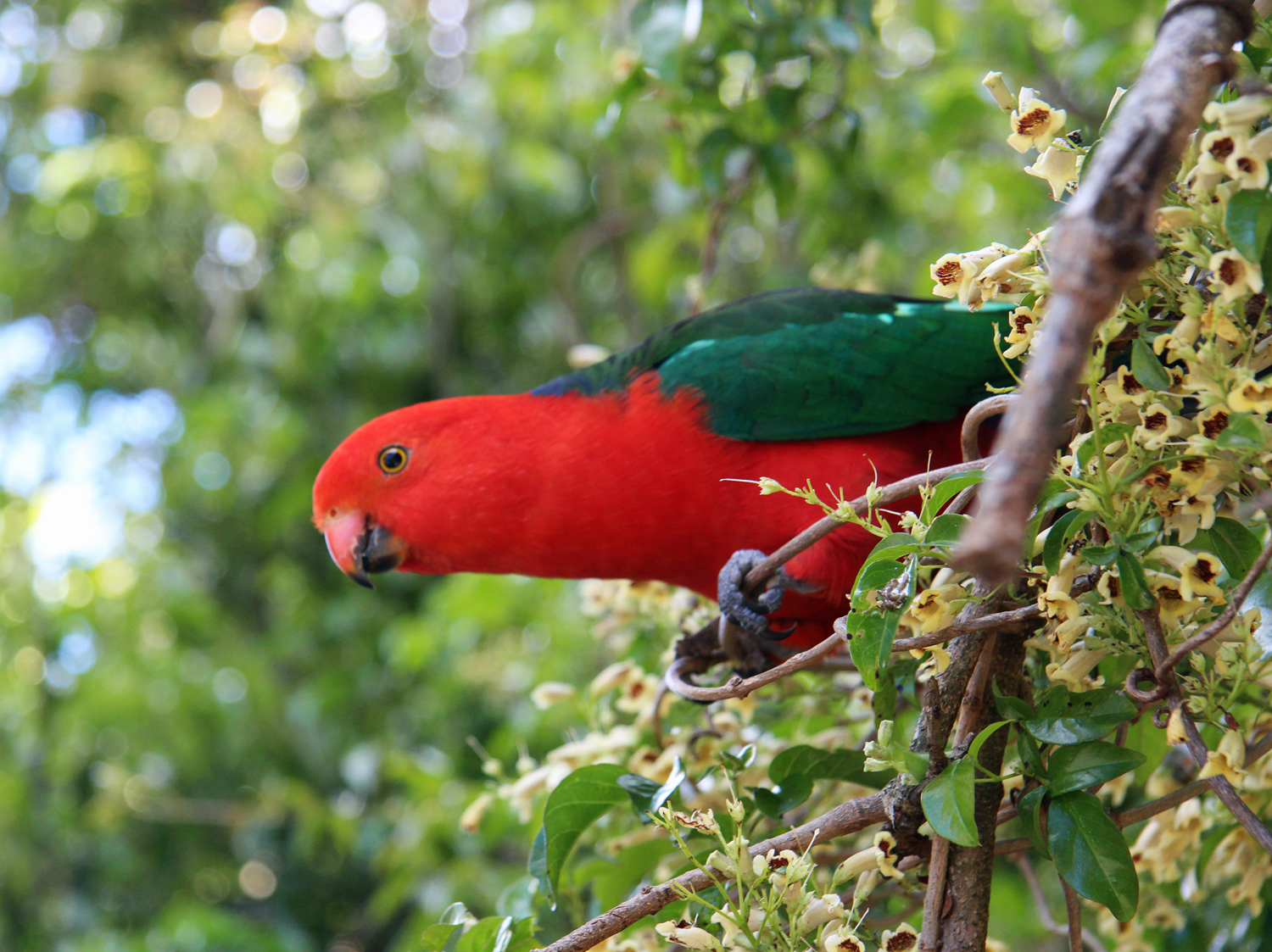
Königssittiche werden besonders häufig vom Zahnlaubenvogel nachgeahmt

Zahnlaubenvögel haben wie die meisten Laubenvögel ein sehr großes Stimmrepertoire und sind außerdem in der Lage, eine Reihe von Vogelstimmen ihrer Umgebung nachzuahmen. Neben mindestens 44 verschiedenen Vogelarten ahmen sie auch die Laute von Flughunden, Fröschen und Zikaden nach.
Zu den besonders häufig nachgeahmten Vogelarten zählt der Graurücken-Dickkopf (Colluricincla boweri), gefolgt vom Königssittich. Andere häufiger imitierte Vogelstimmen gehören zum Fächerschwanzkuckuck (Cacomantis flabelliformis), Weißkehl-Baumrutscher (Cormobates leucophaeus), Farnhuscher (Oreoscopus gutturalis), Gelbkehl-Sericornis (Sericornis citreogularis), Fahlstirn-Sericornis (Sericornis magnirostris), Grauwangengerygone (Gerygone mouki), Bergdornschnabel (Acanthiza katherina), Buntschnabel-Honigfresser (Lichenostomus frenatus), Fahlgesichtschnäpper (Tregellasia capito), Graukopf-Farnschnäpper (Heteromyias albispecularis), Schwarzkopfflöter (Orthonyx spaldingii), Schwarzschopfflöter (Psophodes olivaceus), Großraum-Dickkopfschnäpper (Pachycephala pectoralis), Masken-Monarch, Brillen-Monarch, Fuchsfächerschwanz, Graufächerschwanz, Streifenraupenfänger und Säulengärtner. Welche Vogelstimmen besonders häufig nachgeahmt werden, kann von Jahr zu Jahr schwanken. Als in der Paluma Range besonders häufig Fächerschwanzkuckucke zu hören waren, wurden diese von allen acht beobachteten Zahnlaubenvögel imitiert. IM folgenden Jahr waren nur sehr wenige dieser Kuckucke in der Region und entsprechend seltener waren die Nachahmung der Rufe durch die Männchen des Zahnlaubenvogels.
Zahnlaubenvögel ahmen typischerweise mehrere Rufe aus dem Stimmrepertoire einer bestimmten Vogelart nach – beispielsweise die Alarmrufe als auch den Balzgesang. Sie reagieren häufig opportunistisch und reagieren beispielsweise auf rufend vorbeifliegende Trupps von Pennantsittichen oder Gelbhaubenkakadus mit der Nachahmung derer Rufe. Häufig rufen sie auch im Wechsel mit der nachgeahmten Vogelart, das heißt, sie antworten beispielsweise auf die Rufe die Rufe des Farnschnäppers, der wiederum auf ihre Rufe reagiert. Benachbarte Männchen greifen außerdem die Rufe des jeweiligen anderen nach und imitieren auch dessen Vogelstimmenimitation.

## Verbreitung und Lebensraum

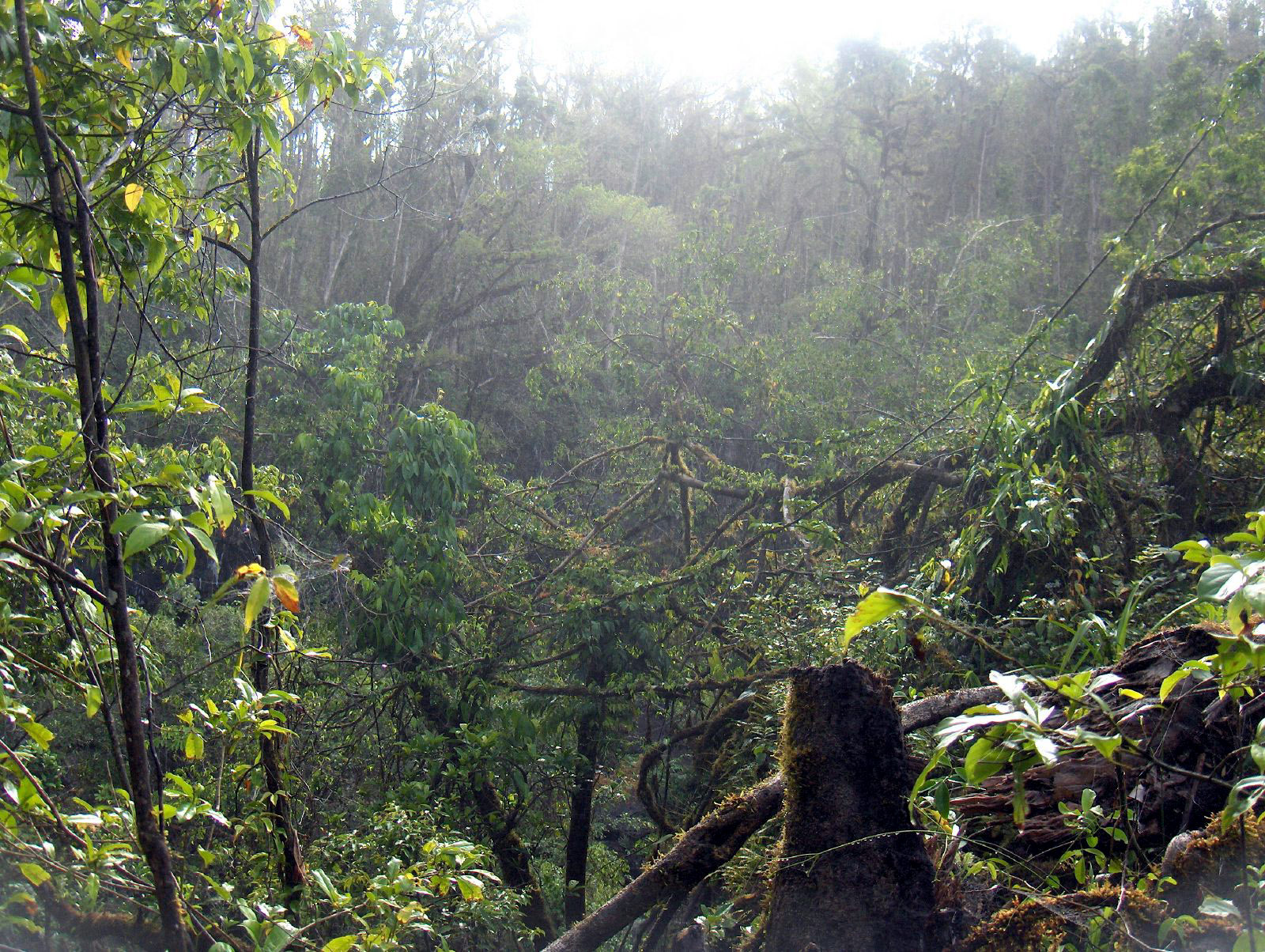
Regenwald in den Atherton Tablelands, dem Verbreitungsgebiet des Zahnlaubenvogels

Der Zahnlaubenvogel kommt nur in einem sehr kleinen Verbreitungsgebiet im Nordosten von Queensland an der Ostküste Australiens vor. Er besiedelt hier Bergregenwälder in einer Region, die überwiegend zu den Atherton Tablelands gehört. Die südliche Verbreitungsgrenze liegt etwas in Höhe der Stadt Townsville. Die Höhenverbreitung reicht von 600 bis 900 Höhenmetern, ein Zahnlaubenvogel ist jedoch auch schon in 1221 Höhenmetern am Mount Elliot beobachtet worden. Während sehr trockener Wintermonate kommen sie auch in vereinzelt in niedrigeren Höhenlagen vor. So ist ein Individuum beispielsweise 2002 in der Tiefebene um die Stadt Cairns beobachtet worden.
Der Lebensraum sind Bergregenwälder. Er kommt in der Nähe von Lake Barrine und Lake Eacham auch in verbliebenen Waldresten vor, die von Weiden umgeben sind. Sofern sie nicht zu weit von größeren Wäldern entfernt sind, besiedelt er auch nur wenige Hektar große Waldbestände.
Einzelne Zahnlaubenvögel suchen fruchttragende Bäume auch auf, wenn sie isoliert auf Weideflächen stehen und nicht mehr als 100 Meter vom Waldrand entfernt sind. Sie sind im Winter auch auf Plantagen zu sehen, auf denen Zitrusfrüchte und Avocados angebaut werden, wenn diese an Waldflächen angrenzen. Männchen entfernen sich grundsätzlich nicht weiter als 400 Meter von ihrer Tenne. Gewöhnlich tun sie dies in der Mitte des Tages und suchen dann Wasserstellen auf oder suchen nach Nahrung.

## Nahrung und Nahrungsweise

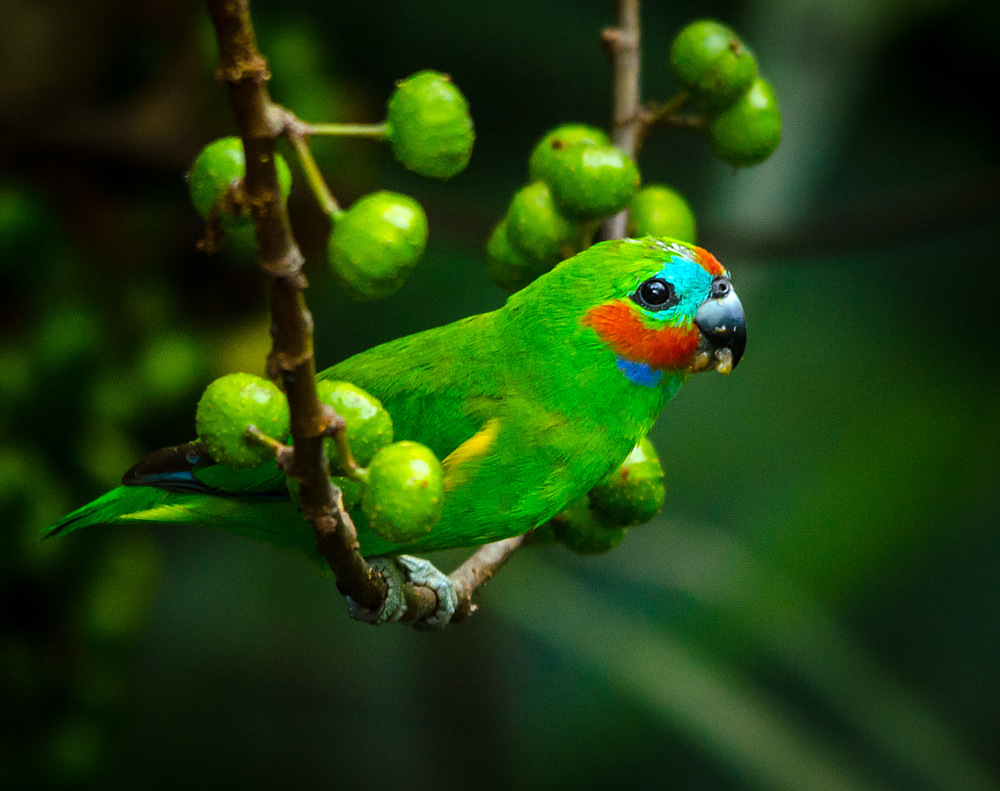
Zahnlaubenvögel sind während der Nahrungssuche häufig mit Maskenzwergpapageien vergesellschaftet

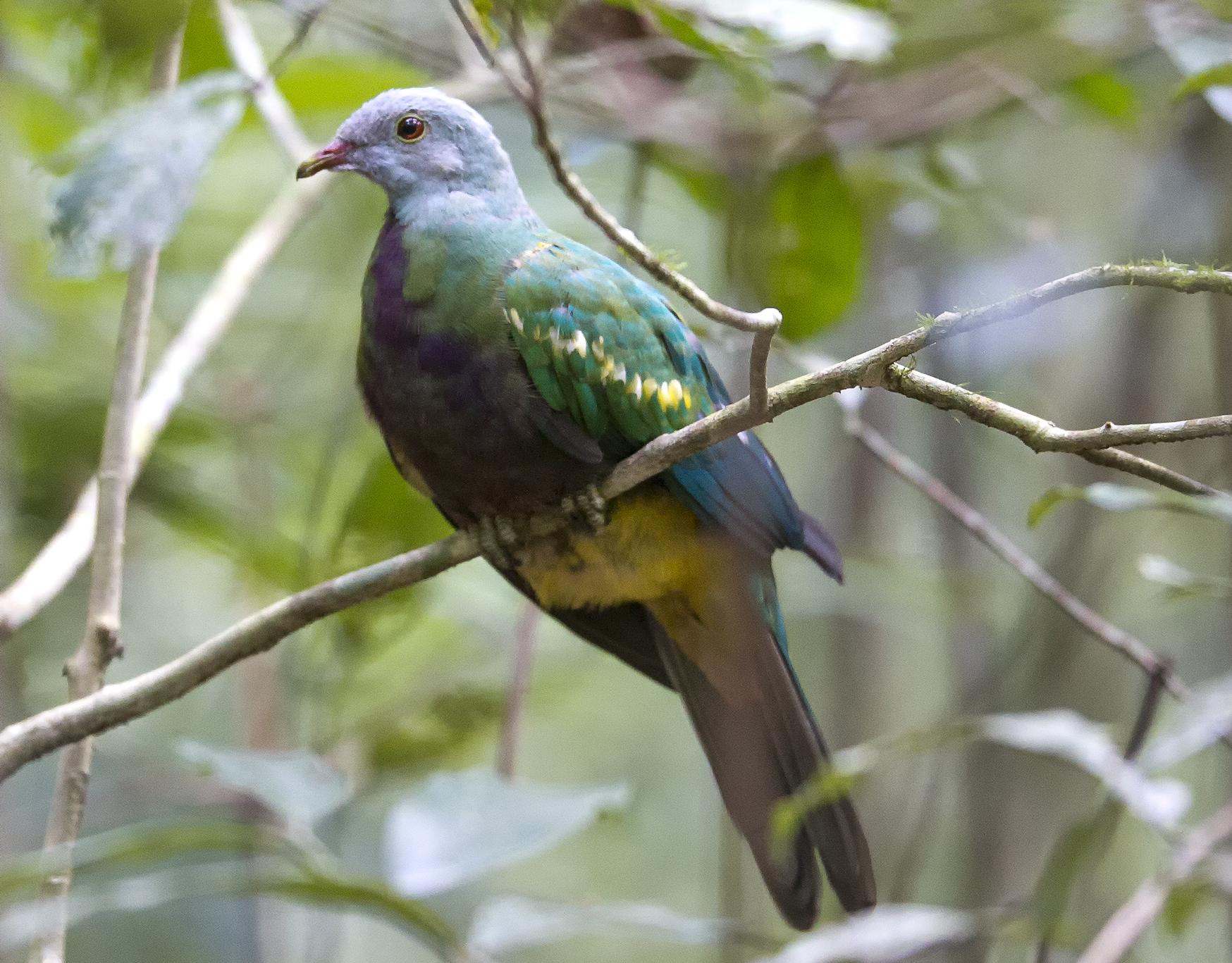
Langschwanz-Fruchttauben sind ebenfalls häufiger mit Zahnlaubenvögeln vergesellschaftet

Der Zahnlaubenvogel ernährt sich überwiegend von Früchten, jungen Blättern und Knospen sowie in geringem Maße auch von Insekten und deren Larven. Einzelne Untersuchungen sind zu leicht unterschiedlichen Ergebnissen gekommen, welchen Anteil Früchte im Nahrungsspektrum abdecken. Bei Zahnlaubenvögeln, die direkt beobachtet wurden, wurden in 82 Prozent der Nahrungsaufnahme Früchte gefressen. Untersuchungen ihres Kotes dagegen ergaben einen Anteil von 92 Prozent von Früchten. Das Ergebnis kann allerdings dadurch verzerrt sein, dass verdaute Insekten und gefressene Blätter in den Kotproben nicht mehr eindeutig zu identifizieren waren.

### Früchte
Eine besonders große Rolle spielen Steinfrüchte, Beeren und Feigen. Es werden mindestens die Früchte von 96 Arten aus 36 Pflanzenfamilie gefressen. Die überwiegende Zahl der gefressenen Früchte hat eine gelb-orange Farbe, gefolgt von rötlich-rosa, dann schwarzviolett, blaugrün und cremeweiß. Die Früchte werden gewöhnlich direkt von den Zweigen gepflückt und ganz geschluckt. Nur größere Früchte werden an Ort und Stelle mit dem Schnabel zerteilt oder gefressen. Da sie mit ihrem Kot auch Pflanzensamen ausscheiden, spielen sie für einige Pflanzen eine Rolle bei deren Verbreitung. Die Zahl der Pflanzen, die so davon profitieren, dass Zahnlaubenvögel sie fressen, wird auf mindestens fünfzig geschätzt.

### Blätter, Blüten und Insekten
Zahnlaubenvögel fressen neben Früchten auch vergleichsweise häufig Blätter, daneben Blüten und Pflanzenstängel. Das Fressen von Blättern ist insbesondere im Winterhalbjahr bedeutsam, wenn ihnen weniger Früchte zur Verfügung stehen. Auf Grund der gezahnten Schnabelscheiden sind sie in der Lage, Blätter zu zerkauen. Vögel, die Blätter fressen, sitzen typischerweise ruhig und ohne größere Bewegungen auf einem Ast und beißen oder reißen einzelne Blattteile, Knospen oder Teile von Pflanzenstängeln ab. Größere Blattteile werden mit dem Schnabel so lange bearbeitet, bis sie eingespeichelt und verschluckt werden können.
Insekten machen nach Untersuchungen in der Paluma Range nur einen sehr geringen Anteil aus. Sie fressen unter anderem Kakerlaken, Termiten, Käfer, Raupen und andere Insektenlarven sowie Spinnen und Ohrwürmer. In der Literatur ist gelegentlich zu lesen, dass sie auch Schnecken fressen – das ist nach Ansicht von Clifford und Dawn Frith nicht zutreffend und darauf zurückzuführen, dass Lärmpittas gelegentlich ihre Schmieden, auf denen sie Schnecken vor dem Fressen zerschlagen, in der Nähe von Tennen des Zahnlaubenvogels haben.

### Vergesellschaftung während der Nahrungssuche
Zahnlaubenvögel dulden andere Vogelarten in den Bäumen, in deren Krone sie nach Nahrung suchen. Sie sind häufig gemeinsam mit Schwarzohr-Laubenvögeln, Seidenlaubenvögeln und Säulengärtner gemeinsam zu beobachten. Sie sind außerdem regelmäßig mit Maskenzwergpapageien, Rosabrust-Kuckuckstauben, Langschwanz-Fruchttauben, Prachtfruchttauben, Streifenraupenfänger (Coracina lineata) und Viktoria-Paradiesvögeln vergesellschaftet. Zwischen Artgenossen kommt es dagegen gelegentlich zu aggressivem Verhalten.

## Fortpflanzung

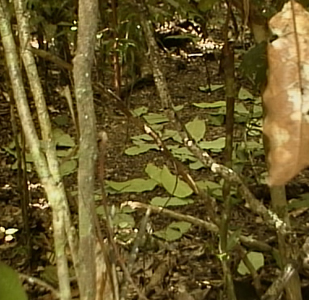
Tenne des Zahnlaubenvogels

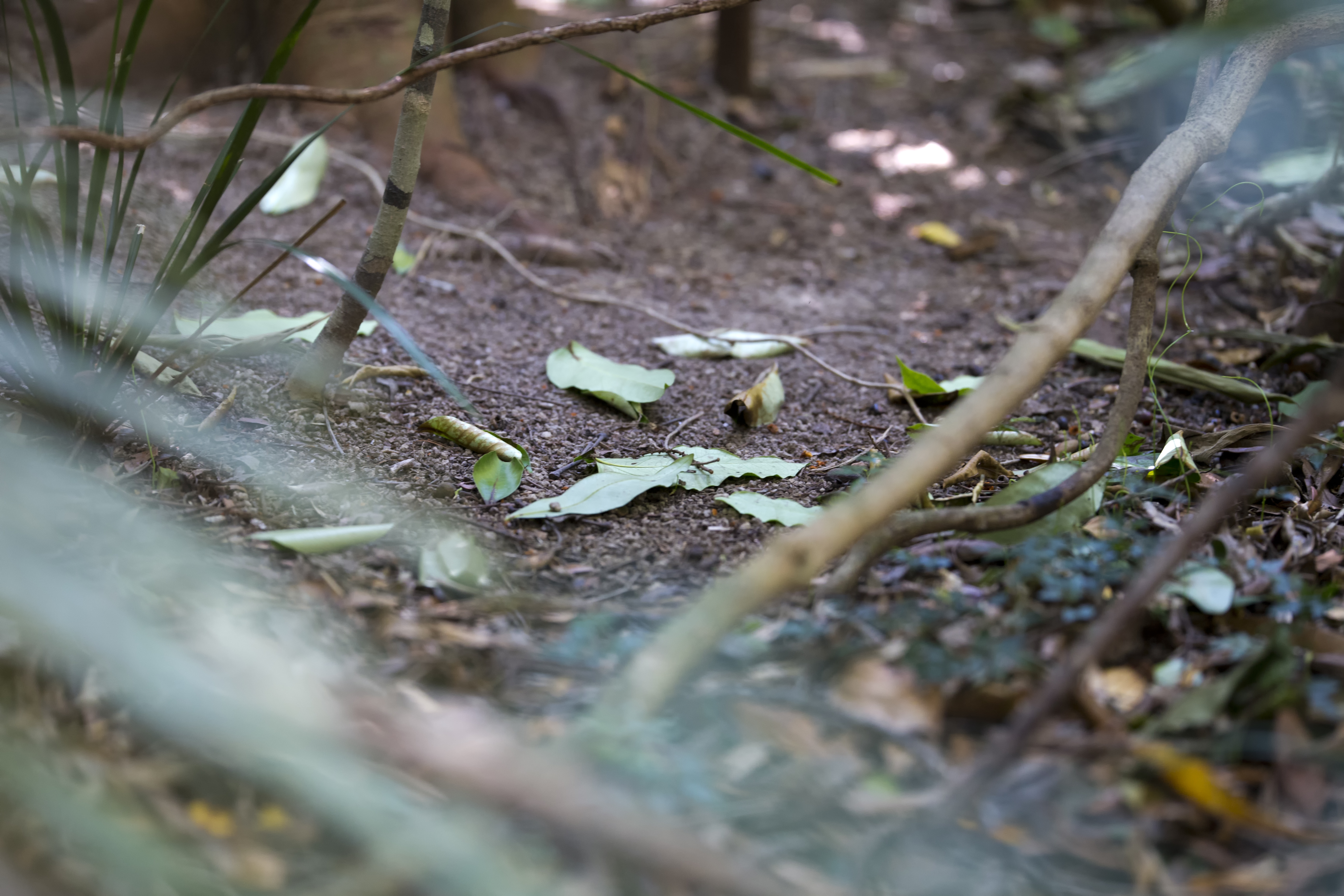
Tenne des Zahnlaubenvogels

Die Männchen des Zahnlaubenvogels sind polygyn, das heißt, sie paaren sich in der von Oktober bis März dauernden Brutsaison mit mehreren Weibchen. Das Weibchen baut alleine das Nest, bebrütet alleine das Gelege und zieht allein die Jungvögel auf. Die Männchen werben um die Weibchen mit dem Bau von Lauben, die wie bei den Ailuroedus-Arten zum Typus „Tenne“ gehört. Wie bei anderen Laubenvogelarten wird diese Laube mit Dekorationsobjekten geschmückt. Männchen beginnen typischerweise im Zeitraum August bis September mit der Reinigung der Tenne. In Jahren, in denen ihnen jedoch besonders reichhaltig Früchte zur Verfügung stehen, kann dieses Balzverhalten jedoch auch bereits im Juli einsetzen. Der Höhepunkt der Balz fällt in den Zeitraum Oktober bis Dezember.
Mit dem Nestbau beschäftigte oder brütende Weibchen kommen von September bis Januar vor. Der Höhepunkt der Brutzeit sind die Monate November bis Dezember. Die Weibchen bauen ihre Nester gewöhnlich in den dichten Ranken von Kletterpflanzen, die entweder an einem Baumstamm umgeben oder von einem Baumast herabranken. Die meisten Nester wurden bislang in Kletterpflanzen an Australischer Kastanie oder Bäumen der Gattung Argyrodendron gefunden. Die Nester befinden sich durchschnittlich in einer Höhe von 15 Meter oberhalb des Erdbodens. Das Nest steht auf einer losen Plattform, die das Weibchen aus Ästchen und gelegentlich auch aus den Stängeln von Orchideen errichtet. Das eigentliche Nest ist ein Napfnest. Es weist in seiner Struktur mehr Ähnlichkeit mit der des Graulaubenvogels als mit den näher verwandten Arten der Gattung der Katzenvögel auf.
Das Gelege besteht gewöhnlich aus zwei Eiern, seltener aus einem Ei. Die Eier sind isabellfarben ohne weitere Farbabzeichen. Über die Brut- und die Nestlingszeit ist bislang nichts bekannt. Das Weibchen trägt die Nahrung im Schnabel herbei. Die Nestlinge werden mit Früchten und Insekten gefüttert. Käfer scheinen eine größere Rolle in der Ernährung der Nestlinge zu spielen.

## Lebensalter
Zahnlaubenvögel sind sehr langlebig. Anhand von Beringungsdaten und dem vermuteten Lebensalter zum Zeitpunkt der Beringung weiß man, dass Zahnlaubenvögel mindestens 24 Jahre alt werden können: Der Schluss basiert auf einem 1978 beringtem Männchen, das zu diesem Zeitpunkt bereits Besitzer einer traditionellen Tenne war, weswegen er zum Zeitpunkt der Beringung mindestens vier Jahre alt gewesen sein musste. Er wurde 1998 erneut gefangen und hatte daher ein Lebensalter von mindestens 24 Jahre. Wiederfänge anderer Männchen, die erst als adulte Vögel beringt wurden, bestätigen, dass einzelne Männchen über mehr als ein Jahrzehnt eine Tenne besetzen.

## Zahnlaubenvogel und Menschen
Der Zahnlaubenvogel ist bis mindestens zum Jahre 2004 noch nie in Gefangenschaft gehalten worden.
Die zu den indigenen Völkern der Region gehörenden Führer des Naturforschers Carl Sophus Lumholtz (1851–1922) bezeichneten ihm gegenüber Zahnlaubenvögel als gramma oder Dieb, weil „dieser die Blätter stehle, mit denen diese spiele“. Clifford und Dawn Frith schließen daraus, dass es den indigenen Bevölkerungsgruppen dieser Region sehr wohl bewusst war, dass die Männchen sich gegenseitig die Dekorationsobjekte ihrer Lauben stehlen.

## Einzelbelege
1. 1 2 3  Handbook of the Birds of the World zum Zahnlaubenvogel, aufgerufen am 20. April 2017
2. ↑  Frith: The Bowerbirds – Ptilonorhynchidae. S. 265.
3. 1 2 3 4 5  Frith: The Bowerbirds – Ptilonorhynchidae. S. 259.
4. 1 2 3 4 5  Frith: The Bowerbirds – Ptilonorhynchidae. S. 258.
5. ↑  Frith: The Bowerbirds – Ptilonorhynchidae. S. 257.
6. ↑  Frith: The Bowerbirds – Ptilonorhynchidae. S. 262.
7. 1 2 3 4  Frith: The Bowerbirds – Ptilonorhynchidae. S. 263.
8. 1 2 3  Frith: The Bowerbirds – Ptilonorhynchidae. S. 260.
9. 1 2  Frith: The Bowerbirds – Ptilonorhynchidae. S. 261.
10. 1 2   Frith: The Bowerbirds - Ptilonorhynchidae. S. 264.
11. 1 2 3 4   Frith: The Bowerbirds - Ptilonorhynchidae. S. 273.
12. ↑   Frith: The Bowerbirds - Ptilonorhynchidae. S. 271.
13. ↑   Frith: The Bowerbirds - Ptilonorhynchidae. S. 274.